# Wapen van Wallis en Futuna

Wapen van Wallis en Futuna

Het wapen van Wallis en Futuna, een Frans overzees gebiedsdeel in de Grote Oceaan, is een rood schild met in de rechterbovenhoek de vlag van Frankrijk. Links onderin staat het Andreaskruis. Het wapen toont veel overeenkomsten met de vlag van Wallis en Futuna.
Australië · Fiji · Kiribati · Marshalleilanden · Micronesia · Nauru · Nieuw-Zeeland · Oost-Timor · Palau · Papoea-Nieuw-Guinea · Salomonseilanden · Samoa · Tonga · Tuvalu · Vanuatu
Afhankelijke gebieden

Amerikaans-Samoa · Cookeilanden · Frans-Polynesië · Guam · Nieuw-Caledonië · Niue · Norfolk · Noordelijke Marianen · Pitcairn · Tokelau-eilanden · Wallis en Futuna